# Lucas Ruiz Díaz
Lucas Aarón Ruiz Díaz Cajal (* 19. Februar 1990 in Buenos Aires, Argentinien) ist ein argentinischer Fußballspieler.

## Karriere
Der 1,75 Meter große Mittelfeldspieler Ruiz Díaz gehörte seit Juli 2009 der Reservemannschaft (Formativas) von Nacional Montevideo an. Im Januar 2011 wurde er bis zur Jahresmitte an Plaza Colonia ausgeliehen und kam elfmal (kein Tor) in der Segunda División zum Einsatz. In der Apertura der Spielzeit 2011/12 stand er dann auf Leihbasis im Kader des uruguayischen Erstligisten El Tanque Sisley. Im Halbserienverlauf wurde er dreimal (kein Tor) in der Primera División eingesetzt. Für die Clausura 2012, in der er weitere elfmal (kein Tor) in der Liga auflief, verlieh Nacional den Argentinier wieder an Plaza Colonia. Anschließend wechselte er im Juli 2012 dauerhaft zum Klub aus dem südwesturuguayischen Departamento Colonia. In den Spielzeiten 2013/14 und 2014/15 absolvierte er 25 bzw. acht Partien in der Segunda División. In der ersterwähnten Saison erzielte er einen Treffer. Mitte Januar 2016 verpflichtete ihn der Zweitligist Huracán Football Club. Bis zum Ende der Spielzeit 2015/16 bestritt er für die Montevideaner 13 Zweitligaspiele (kein Tor). Während für die Saison 2016 keine Daten vorliegen, lief er in der Saison 2017 bislang (Stand: 19. August 2017) neunmal (ein Tor) in der zweithöchsten uruguayischen Spielklasse auf.